# Maruela
Maruela er frugttræ, der vokser vildt i Sydafrika. Når frugten er modnet af solen, indeholder den det samme alkoholniveau som en øl. Det er af denne frugt likøren Amarula Cream er lavet af.
| Træ | Spire Denne artikel om træer er en spire som bør udbygges. Du er velkommen til at hjælpe Wikipedia ved at udvide den. |